# IC 4219
IC 4219 ist eine Spiralgalaxie vom Hubble-Typ SBb im Sternbild Zentaur am Südsternhimmel. Sie ist schätzungsweise 157 Millionen Lichtjahre von der Milchstraße entfernt.
Das Objekt wurde am 31. Dezember 1897 von Lewis Swift entdeckt.